# バート・ゾーデン・アム・タウヌス

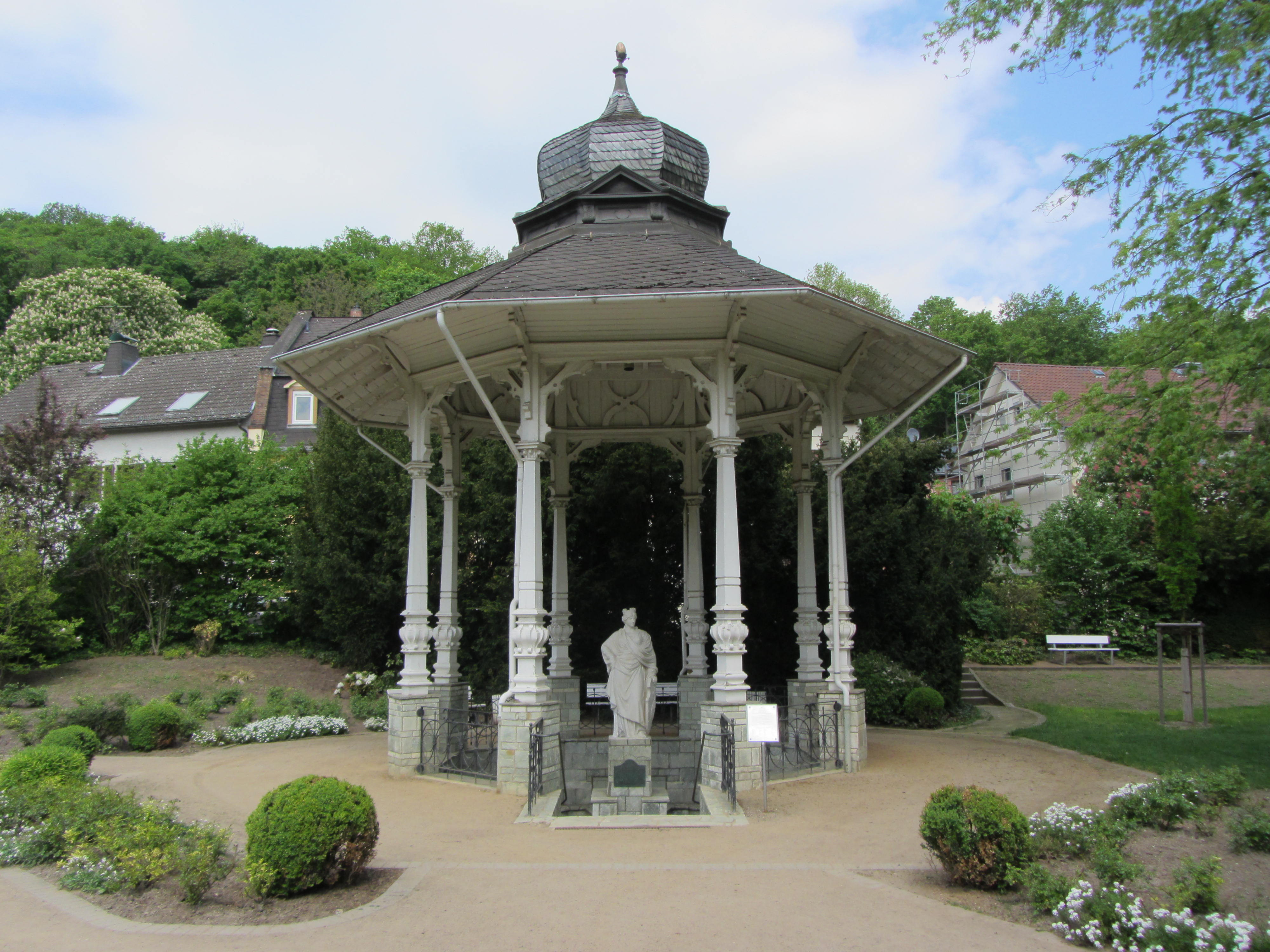
バート・ゾーデン・アム・タウヌス市の象徴的建造物であるクヴェレンパルクのゾルブルンネン。かつて製塩業に用いる塩水を汲み上げていた塩泉である。

バート・ゾーデン・アム・タウヌス (ドイツ語: Bad Soden am Taunus) は、ドイツ連邦共和国ヘッセン州マイン＝タウヌス郡の市であり、タウヌス山地の南斜面に位置する。中世にはライヒスドルフ（神聖ローマ帝国直轄の村）だったこの街は塩と温泉で知られ、その後1990年代まで国際的に知られた温泉保養地であった。現在のバート・ゾーデンはフランクフルト・アム・マイン西部の重要な住宅地であり、労働の場所である。バート・ゾーデン・アム・タウヌスは、近隣のケーニヒシュタイン・イム・タウヌスやクローンベルク・イム・タウヌス（ともにホーホタウヌス郡）とともに裕福な街であり、高級住宅地として知られている。2007年のバート・ゾーデン・アム・タウヌスの平均購買力は、ドイツ全土の平均の 188.1 % であり、ドイツでトップクラスの街の一つである。

## 地理

### 位置
バート・ゾーデン・アム・タウヌスは、タウヌス山地の南斜面、フランクフルト・アム・マインの北西 15 km、ヴィースバーデンの北東 20 km に位置する。バート・ゾーデン・アム・タウヌス市の面積は 1,247 ha である。このうち、231 ha が森に覆われている。市区別では、バート・ゾーデン市区（中核市区）が 479 ha、ノイエンハイン市区が 454 ha、アルテンハイン市区が 314 ha である。高度は、海抜 130 m から 385 m である。最も低い地点は「アウフ・デア・クラウトヴァイデ」通り付近、最も高い地点は北の市境に面した連邦道 B519号線と州道 L3266号線との交差点付近である。市内を 2本の小川が流れている。ズルツバッハ川は市の中心部とクヴェレンパルク（源泉公園）を流れる。もう 1本の川がヴァルトバッハ川で、ノイエンハイン地区を流れ、その後シュヴァルバッハ川に合流する。

### 隣接する市町村
バート・ゾーデン・アム・タウヌス市は、北はケーニヒシュタイン・イム・タウヌス（ホーホタウヌス郡）、東はシュヴァルバッハ・アム・タウヌスおよびズルツバッハ (タウヌス)、南はリーダーバッハ・アム・タウヌス、西はケルクハイム (タウヌス)（以上、いずれもマイン＝タウヌス郡）と境を接している。

### 市の構成
バート・ゾーデン・アム・タウヌス市は、1977年の地域再編により成立した市で、アルテンハイン、バート・ゾーデン、ノイエンハインの 3つの市区からなる。
ヘッセン州は本来ズルツバッハも合併する計画であったが、実現しなかった。ズルツバッハの住民や行政の抵抗、マイン＝タウヌス＝ツェントルム（ドイツ最初のショッピングセンター）を有することでズルツバッハの経済状態が良好であったことから合併の実現が阻止されたのである。中世には、現在のアルテンハイン市区内にバイデナウという小集落があったが、16世紀に廃村となった。

## 歴史

### ローマ時代と最初の記録
バート・ゾーデンには多くの湧き水があり、その中には温泉や塩泉がある。こうした状況は、ローマ時代から同じであった。このため、ローマ時代から人々はゾーデンの温泉に浸かり、一部で製塩が行われた。しかし、この時代の文献にはそうした記録は残されていない。源泉 VI および VII のボーリング調査で、おそらくローマ人が使ったと推定される陶製の容器の破片が発見された。ゾーデンの城山で、明らかに一部がローマ時代のレンガで造られた城塞の遺構が発見されている。しかし、それ以外の証拠は何も遺されていない。また、民族移動時代の遺物も、ゾーデンからは見つかっていない。
ゾーデン村の最初の文献上の記録は、1190年のレッタース修道院の財産を記録した文書である。現在の城山に修道院のブドウ畑があったのである。1222年から1475年までの間にゾーデンの城山にあった城塞を所有した数多くのズルツバッハ貴族の名が記録されている。

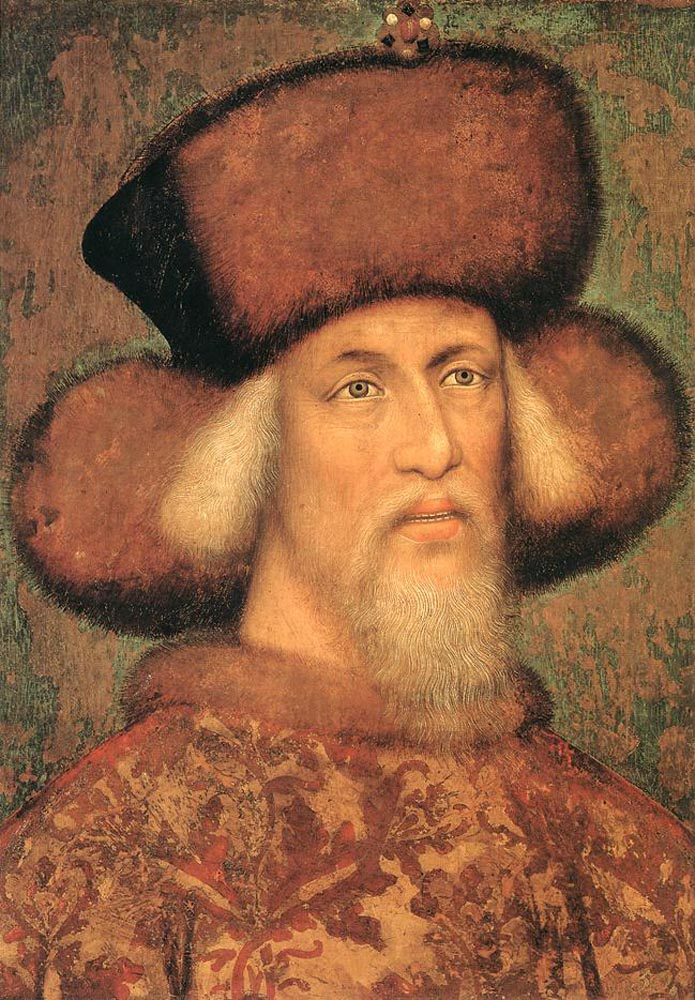
皇帝ジギスムント

### ライヒスドルフ
1434年に神聖ローマ皇帝ジギスムントは、ゾーデンとズルツバッハおよびゼンフェルトとゴッホスハイム（後者2村はシュヴァインフルト近郊）をライヒスドルフ（帝国直轄の村）とした。この村は、1803年まで自由ライヒスドルフとして隣接する領主の支配を受けずに存続した。1437年、ゾーデンの塩泉が皇帝の文書に記録されている。1486年にゾーデンで最初の製塩所が建設され、1494年に皇帝ジギスムントは鉱泉の湯治場を設けさせた。1547年5月24日、フランクフルトが軍の通行と資金供与を拒んだことから、将軍マクシミリアン・フォン・エグモント伯はゾーデンとズルツバッハを焼き討ちした。その直後、フランクフルト包囲戦に失敗したアルブレヒト・フォン・ブランデンブルク＝クルムバッハも両村を焼き払った。
土木専門家によるゾーデン村の調査で、4つの塩泉と1つの温泉が確認された。1605年、ガイス兄弟が塩を納入する許可をフランクフルトから取り付けた。しかし、その実現のためには多くの義務を履行しなければならなかった。なによりもフランクフルト市の塩の需要を満たすことが重要であった。また、塩の売買は市参事会を通してのみ行うことができた。それまで多くの製塩所の建設が試みられていたが、これ以後はフランクフルト市参事会の同意なしには建設できないこととなった。初めはゾーデン住民は平静であったが、しだいに彼らの所有権に対し不満を募らせ、いさかいが起こるようになった。1612年12月、ついに暴動が起きた。住民たちはフランクフルト側の管理者を捕らえた。軍隊も暴動を鎮圧できなかったため、フランクフルトの塩の専売比率を抑え、ゾーデンの製塩所側に自由裁量の余地を残すこととなった。
三十年戦争（1618年 - 1648年）では、ゾーデンも焼き討ちの脅迫や、掠奪の犠牲となった。多くが木造であった何棟もの家屋が焼き払われた。軍人たちはこの村を行軍し、掠奪を行った。
1680年にダーフィト・マーラーペルトが製塩業を始めた。彼は「ジュルツ」に新しい製塩所を造った。1715年に、旧市街のプロテスタント教会の礎石が置かれた。教会はその1年後に祝典を開き、開堂された。1770年に、後にサッサウアー・ホーフとなる最初の旅館が建設された。1792年にフランスの将軍アダム・フィリップ・ド・キュスティーヌがマインツ地方を占領し、ゾーデンや近隣都市を掠奪し、火を付けた。

### 19世紀と温泉業の始まり

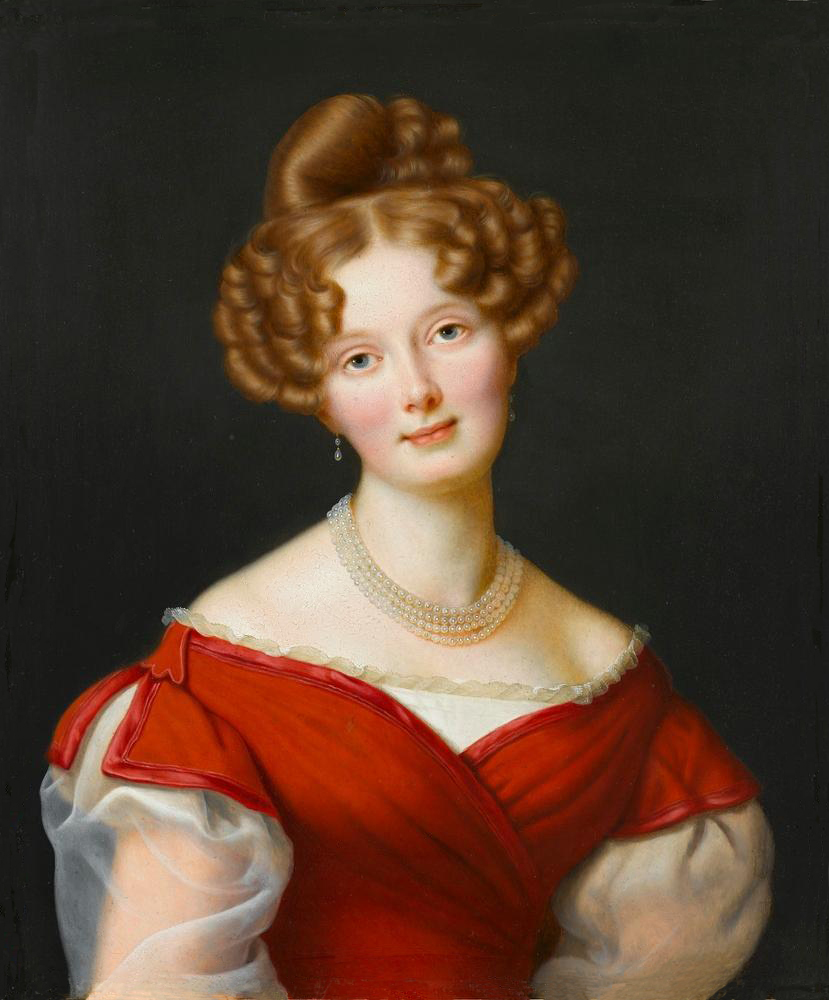
ナッサウ公妃パウリーネ

ゾーデンは、1806年からナッサウ大公国に属すこととなった。ヘーヒストからケーニヒシュタインへの本街道（現在のケーニヒシュタイナー通り）が1817年に建設され、1847年にはゾーデンからヘーヒストへ向かうゾーデン鉄道が開通した。1820年のゾーデンの人口は 500人となった。1828年にバート・ゾーデンのケーニヒシュタイナー通り沿いに旅館「ツーム・アドラー」が建設された。1817年と1847年に悪天候による凶作がバート・ゾーデン周辺を襲った。これにより、パンをはじめとする基本的な食料品の価格が高騰した。これに対してナッサウ公妃パウリーネがバート・ゾーデン住民を救済した。彼女は1847年にパウリーネシュレスヒェン（パウリーネの小城）から 11 マルター（約 1,100 kg）のジャガイモを住民に分け与えた。1840年にゾーデンに新しい墓地が造られた。この墓地は、現在のニーダーホーフハイマー通り沿いにある。1841年に医師オットー・ティーレニウスがゾーデンに招かれ、この地で鉱泉治療医として活動した。
ゾーデンでは 1701年から温泉業が営まれた。クアハウス（保養客用クラブハウス）兼バーデハウス（公衆浴場）は 1772年に建設された。当初この施設は「ベンダーシェ・ハウス」という名で知られたが、1813年に「フランクフルター・ホーフ」と改名された。現在は「ハウス・ボッケンハイマー」としてフンデルトヴァッサー・ハウスに取り込まれている。この建物はフランツェンス・バーデン広場に面している。1822年、イギリス式庭園のアルテ・クールパルク（旧クアパーク）が造営された。1849年にはこのアルテ・クールパルクに面してスイス風の新クアハウスが建設され、オープンした。
19世紀になるとゾーデンはヨーロッパ全土から貴賓が訪れる国際的な温泉保養地となった。この時代にゾーデンを訪れた有名な賓客としては、たとえば、ナッサウ公妃パウリーネ（1844年）、アウグスト・ハインリヒ・ホフマン・フォン・ファラースレーベン（1844年）、フェリックス・メンデルスゾーン・バルトルディ（1844/1845年）、ヴィクトリア・フォン・ザクセン＝コーブルク＝ザールフェルト（イギリス女王ヴィクトリアの母、1847年）、オットー・フォン・ビスマルクとヨハンナ・フォン・ビスマルク（1856年）、フリードリヒ・シュトルツェ（1860年）、リヒャルト・ワーグナー（1860年）、ドイツ皇帝ヴィルヘルム1世らが、挙げられる。
1839年にこの温泉保養地を訪れた湯治客は約 360 人であったが、1865年の客は 2,840 人にまで増加した。こうした多くのゲストを宿泊させるために、19世紀半ばに数多くの温泉別荘やホテルが造られた。特に大規模な施設としては、アルテ・クールパルク沿いのクアハウス（1971年に取り壊された）、ケーニヒシュタイナー通りの「オイロパイシャー・ホーフ」（1965年に解体）、ホテル・コロセウス（1945年に破壊）、フランクフルター・ホーフ（現在のハウス・ボッケンハイマー）、ナッサウイシェ・ホーフ（1900年解体）などがある。さらに現在のアレー通り沿い（シュトルツェンフェルス館、ラインフェルス館、サンスーシー館、ヴェストファリアー館）やケーニヒシュタイナー通り沿い（ホテル・アドラー、クィジザーナ邸、パークホテル、ハスラー邸）に大きな館が建てられた。

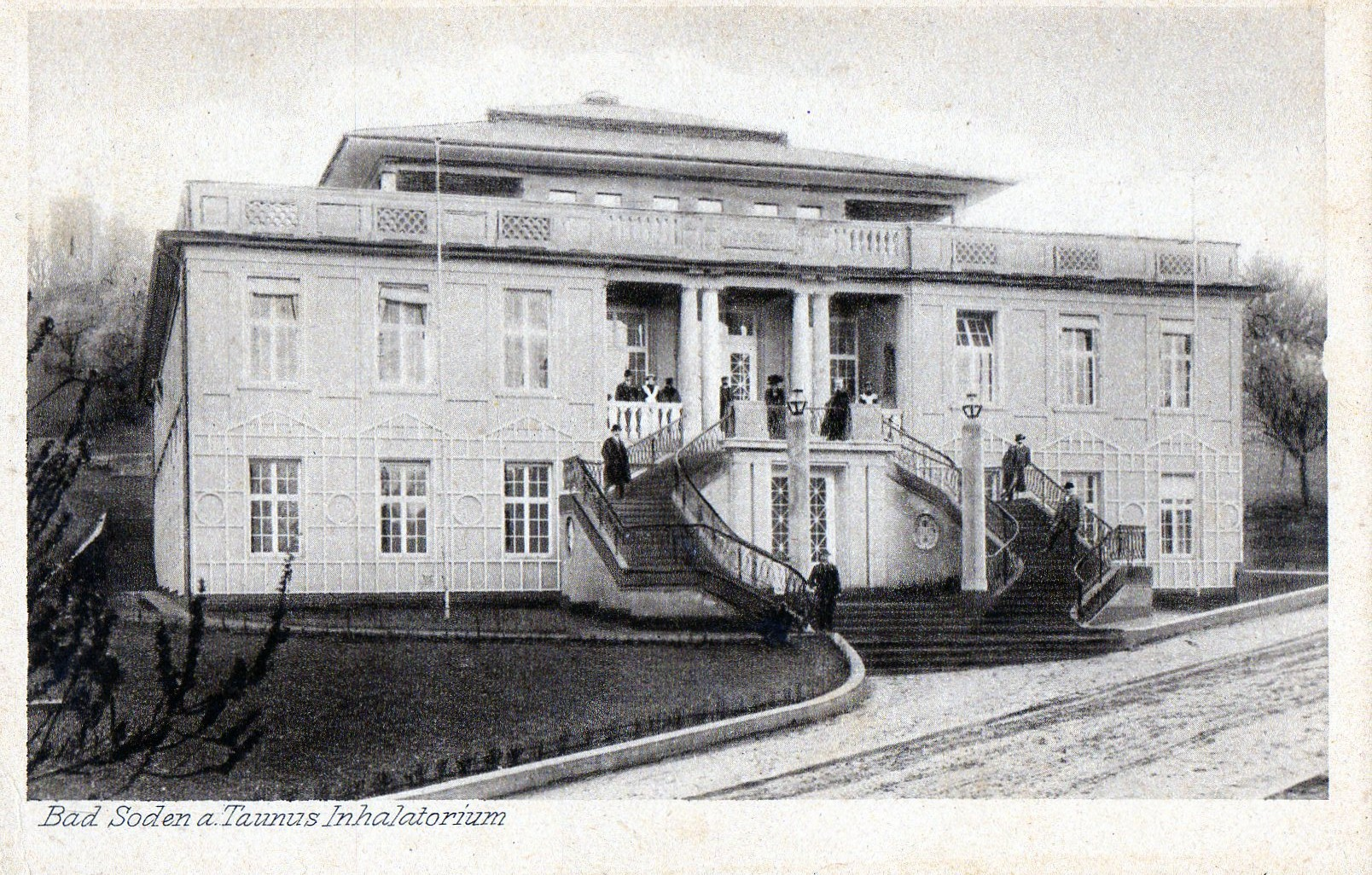
メディコ・パレス

1870年、バート・ゾーデンに街灯を設置するためのガス会社が設立された。しかし早くも1897年には、街頭はガス灯から電灯に置き換えられた。バート・ゾーデンはナッサウで最初に電気の街灯が灯った街である。1870年に普仏戦争が起こると、バート・ゾーデンから 29 人が招集され、そのうち 1 人が死亡した。この戦争の間、14日ごとに平和の礼拝が行われた。1871年にバーデハウスが完成した。また同じ年に、カトリックの独立した教区が設けられた。この戦争に勝利した後、1871年3月4日に祝祭パレードが行われ、ダッハベルクで花火が打ち上げられた。その後温泉施設は拡充され、アルテ・クールパルクの居酒屋だった場所に吸入室が設けられた。また、パルク通りに現在の「メディコ・パレス」が造られた。さらに源泉からの供給量が増やされ、ゾーデン・パスティレ（トローチの一種）が作られ始めた。これは咳や嗄声に用いられた。1885年、アイヒヴァルトの中に「ヴィルヘルムス広場」が完成した。ここにはビスマルクのオークやフリードリヒのオークがある。1887年、クヴェレンパルク（源泉公園）に飲水所が完成した。

### 20世紀

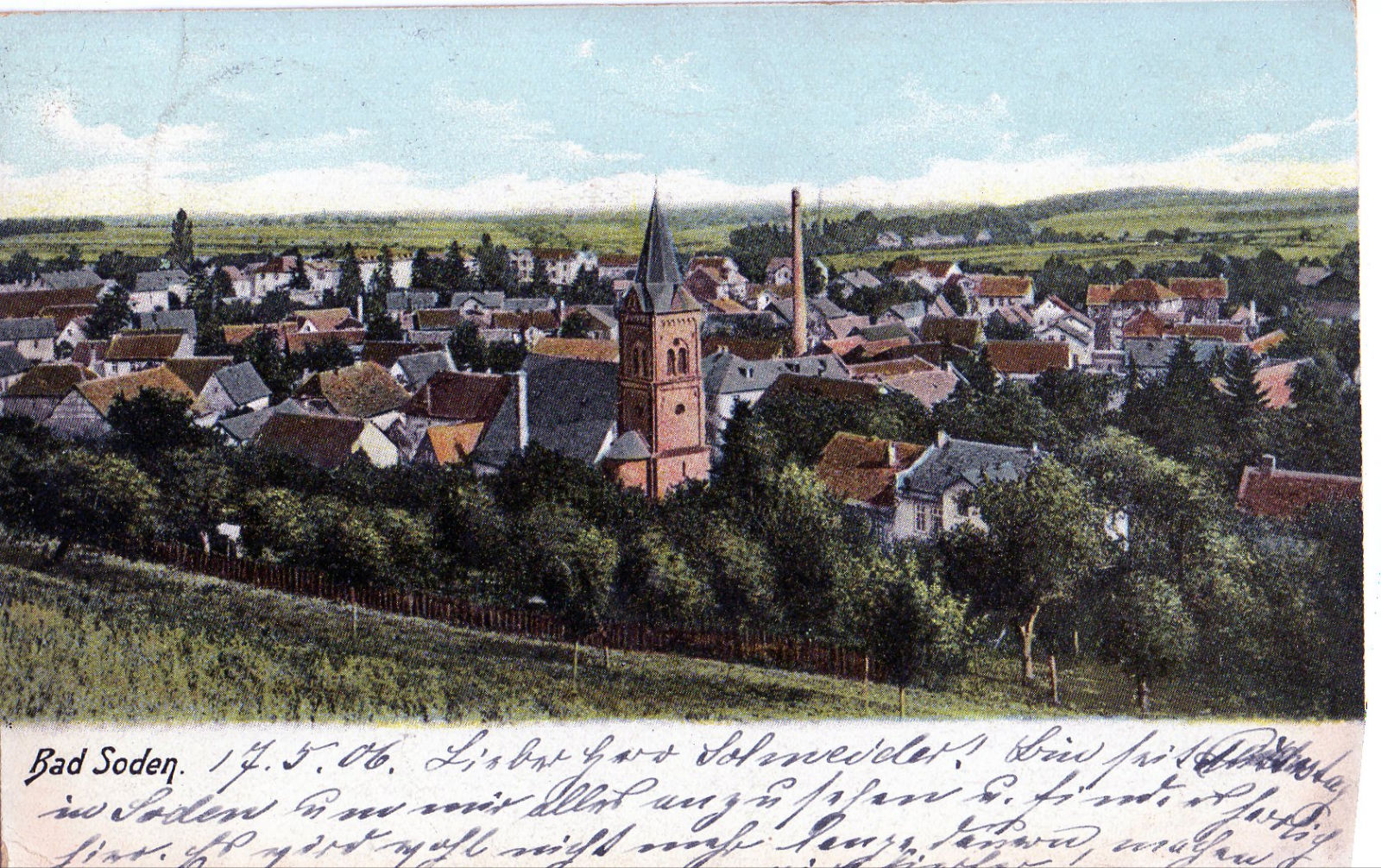
1906年の絵はがきに描かれたバート・ゾーデン

1900年の人口統計によれば、ボート・ゾーデンの人口は 1,768人であった。この年に城山のブルクベルク塔がオープンした。町は 1909年にパウリーネの小城を入手し、町役場に改装した。1911年にヴィルヘルムスヘーエの水道塔がオープンした。
第一次世界大戦の勃発により温泉客数は減少した。ホテルやレストランは、完全に空になることがあるようになった。戦争初期のフランス人戦争捕虜は、ノイエンハインで様々な農作業の手伝いを強いられた。ドイツ軍が退却する際、一部がバート・ゾーデンを経由した。アルテ・クールパルクは荷車、負傷兵、馬などでいっぱいになった。ケーニヒシュタイナー通りも砲弾やその他の兵器置き場に利用された。1918年12月にフランス軍がマインツ地方全域を占領した。バート・ゾーデン、ノイエンハイン、アルテンハインもこれに含まれた。この頃、ケーニヒシュタイナー通りは、占領軍の軍事力を誇示するための軍事パレードにしばしば利用された。12歳以上の全住民は、2カ国語の身分証明書を携行することが義務づけられ、手紙もドイツ語とフランス語の両方で書かなければならなかった。
1922年以降、ゾーデンは「バート」（温泉地であることを示す）を名乗ることを許された。1926年、イギリスがこの地を支配した。1927年にアルテンハイナータールの屋外プールがオープンした。

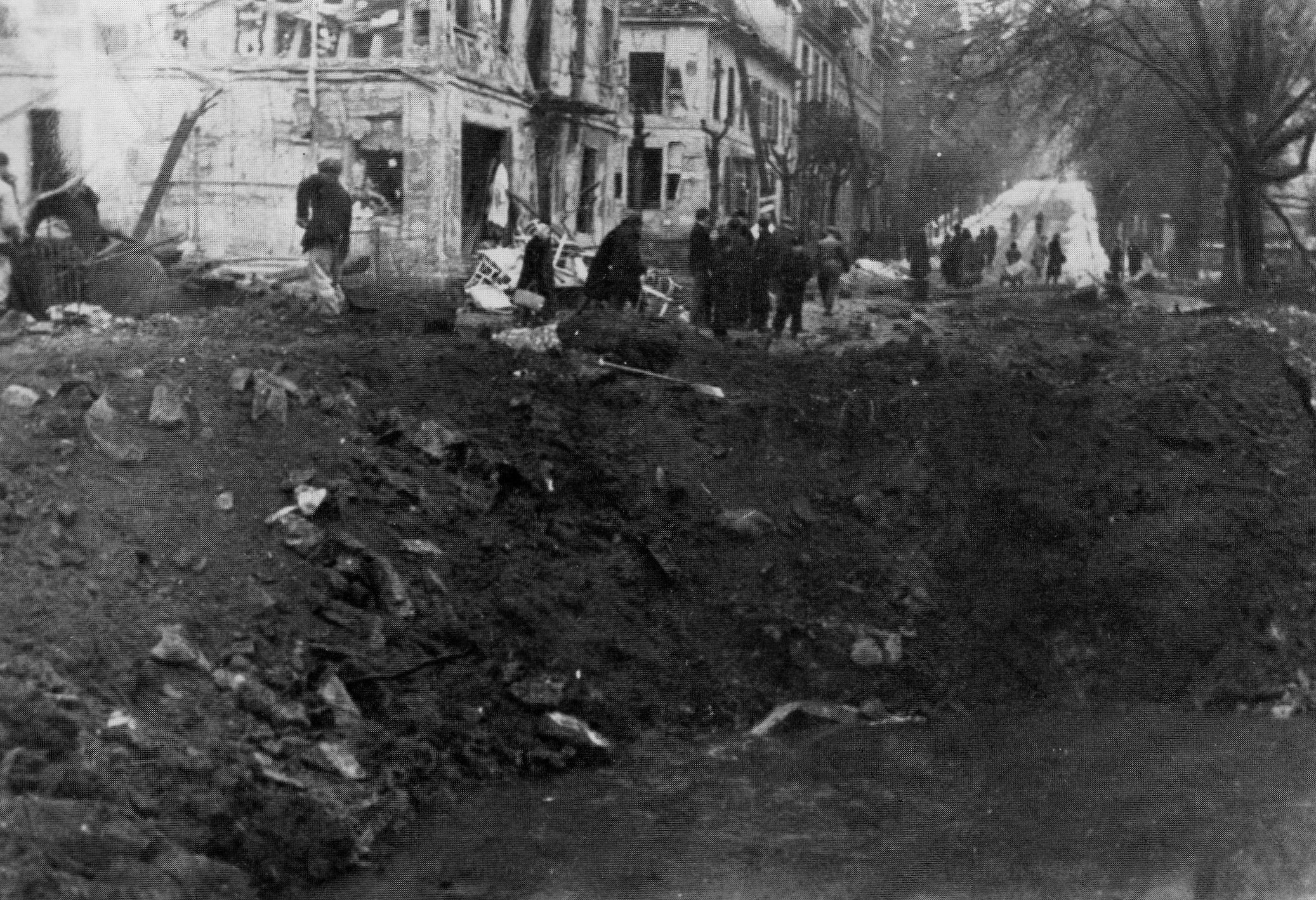
爆撃を受けたケーニヒシュタイナー通り（1945年2月3日）

国家社会主義の時代、バート・ゾーデンのユダヤ系住民は屈辱を受けた。1911年にユダヤ人医師カルナーが建設した保養施設「アスピラ」は 1935年に押収され、ドイツ労働戦線 (DAF) がこれを使用した。タール通りのイスラエル式浴場は、1938年11月10日（水晶の夜）に放火され、その後取り壊された。第二次世界大戦では、バート・ゾーデンにも時折攻撃が加えられた。本市に対する最初の爆撃は、1941年7月7日から8日にかけての夜に行われた。これによりスイミングプールやユンク養樹園付近が甚大な被害を受けた。1942年8月24日から25日の夜間には、アルテ・クールパルクやクローンベルガー通り付近が爆撃を受けた。これによりクローンベルガー通りのフランクフルター・キンダーハイム（児童養護ホーム）が被爆し、多くの子供が死亡した。バーデハウスにも爆弾は命中し、周辺にあったカトリック教会やクアハウスをはじめ全域の窓が粉砕された。最大の被害をもたらしたのは、アメリカ軍の爆撃機による空爆であった。1945年2月2日から3日の夜にホテル・コロセウス（現在の市役所の場所にあった）や旧パルクインハラトリウム（温泉吸入施設）などケーニヒシュタイナー通り沿いの大部分の建物が破壊された。アルテ・クールパルクのバーデハウスも一部破壊された。また、旧クアバークの外れにあったカトリック教会も被害にあった。
戦後、1947年にバート・ゾーデンに都市権が与えられた。1955年、駅の近くに新しいカトリック教会の建設が始まった。同じ頃、ノイエ・クールパルク（新クアパーク）が建設され、1961年に一般公開された。1960年代からこの街は、フランクフルト西部近郊の人気の住宅地として発展していった。1970年に郡立病院が開設された。1972年11月6日、リーメス鉄道のゾーデン駅が開業し、この街はフランクフルト・アム・マインまで鉄道で結ばれた（それまでは、ヘーヒストまでであった）。1978年からこの路線は Sバーン（S3号線）として直接フランクフルトに乗り入れることとなった（初めはハウプトヴァッヒェまで、1997年からはダルムシュタット中央駅まで延伸された）。
ヘッセン州の地域再編に伴い、バート・ゾーデン・アム・タウヌス市は、1977年1月1日に、それまで独立した町村であった現在の市区ノイエンハインおよびアルテンハインと合併して、新たな市バート・ゾーデン (タウヌス) が成立した。1991年にフンデルトヴァッサーハウスの建設が始まった。この建物は現在のクヴェレンパルクにある。1997年までに旧市街全域が改修された。これにより、道路は新たに舗装され、古い上水道が取り替えられた。

### 21世紀
2001年に Kur-GmbH（温泉運営会社）が廃止され、その直後に温泉が閉鎖された。これによりバート・ゾーデン市の200年におよぶ温泉の歴史が幕を閉じた。2004年、エコロジー学習路「ロールヴィーゼ」が設けられた。ここではエコシステム「タイヒ」やハチの巣について学ぶことができる。2006年から2007年に屋外プールが改修され、「フライバートゾーデン」と改名された。2007年6月10日から11日かけての夜にバート・ゾーデンおよびその周辺地域を暴風雨が襲った。この時、60 リットル / m2（60mm相当）の雨が降ったと推定されている。水量計はケーニヒシュタイナー通りから市内中心部まで押し流されていた。この雨で旧市街の大部分がくるぶしの高さまで水に浸かり、130箇所の地下倉庫や地下駐車場が水没した。
2011年末までにザリーネン通りが改造され、これにより公園の形が変更され、一連の新しい建物が建設された。2011年に駅前に新しいメッサー・グループ本社が完成した。現在バート・ゾーデンには 2つの都市改修計画がある。一つは駅周辺地区を改修し新たな駐車場を設ける計画である。もう一つは新たな市役所建設が議論されている。

### 人口推移

バート・ゾーデン・アム・タウヌスの人口推移

## 宗教

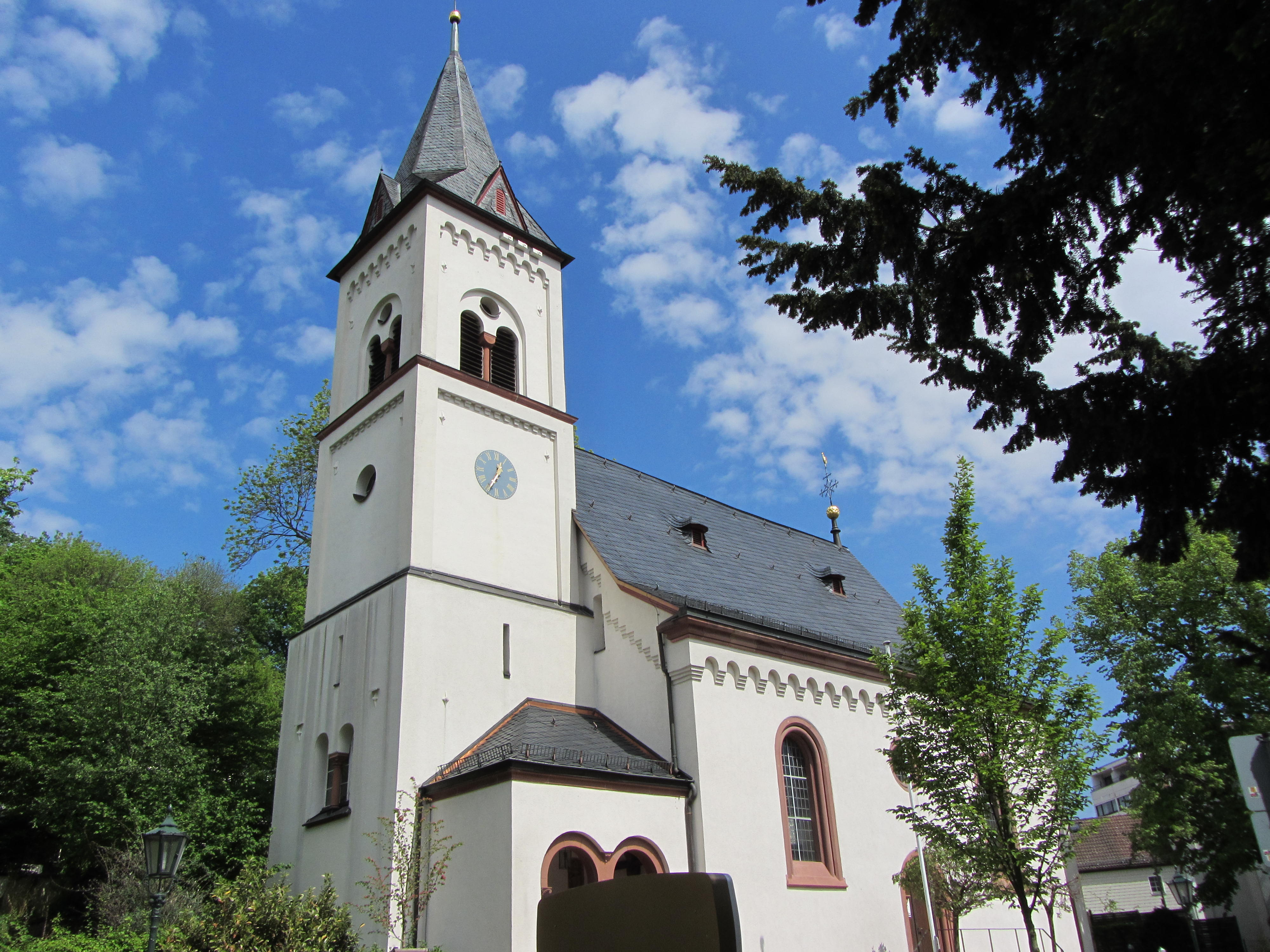
クヴェレンパルクの福音主義教会

### 福音主義教会
福音主義教会組織は、3,614人の信者からなる（2011年末現在）。教会指導部は 14人の信者からなる。礼拝は、日曜日の10:00に教会で行われる。

### カトリック教会
カトリック教会は、聖カタリーナ（バート・ゾーデン）、マリア・ヒルフ（ノイエンハイン）、マリア・ゲブルト（アルテンハイン）の名を冠している。礼拝は、毎月第二土曜日の18:00頃と、日曜日の 10:45にバート・ゾーデンで行われる。

### 新使徒派教会
バート・ゾーデンで最初の新使徒派教会は、1970年にヨーゼフ＝ハイドン通りに設けられた。30年後に、同じ場所に新しい教会堂が建設された。この組織は現在 130人の信者がいる。

### ユダヤ教
1930年代には、バート・ゾーデンに大きなユダヤ教組織があった。この組織はシナゴーグ、神学校を持ち、さらに1873年からはニーダーホーフハイマー通り沿いにユダヤ人墓地を所有していた。シナゴーグは1846年に完成し、現在のエンクガッセにあった。1938年の水晶の夜によって内部が破壊された。この建物は後に倉庫として利用されたが、1981年の旧市街再開発に伴って解体された。現在その場所には、老人ホームが建っている。
- ノイエ・クールパルクのカトリック教会聖カタリーナ教会
- ヨーゼフ＝ハイドン通りの新使徒派教会

## 行政

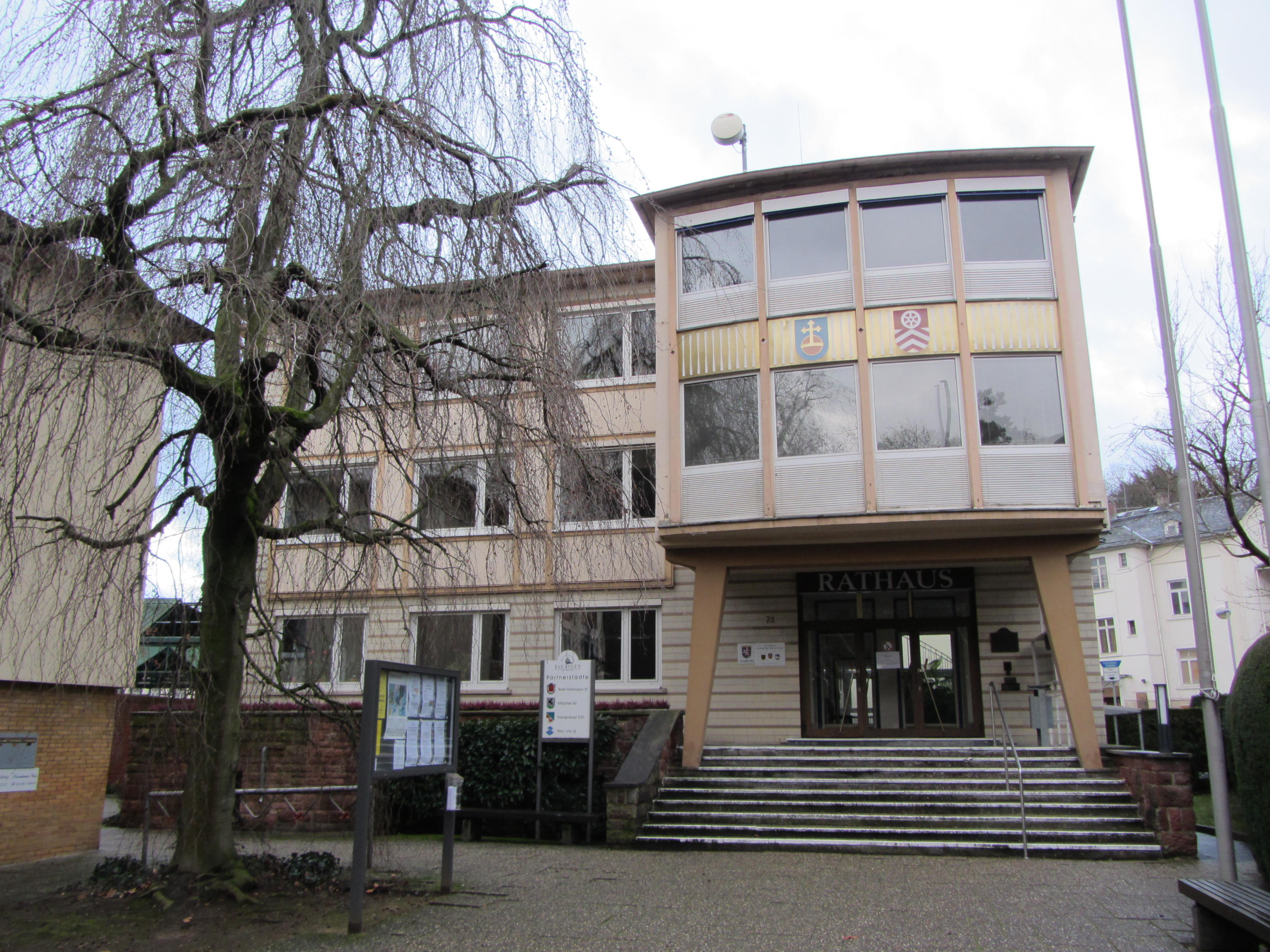
バート・ゾーデン・アム・タウヌスの市役所

### 市議会
バート・ゾーデン・アム・タウヌス市の市議会は、37議席からなる。

### 首長
第二次世界大戦以後の首長を列記する。
- 1945年 - 1948年　クーノ・マイヤー
- 1948年 - 1957年　ギルベルト・ユスト
- 1957年 - 1967年　アウグスト・カール・ヴァリス
- 1967年 - 1973年　ヘルムート・シュヴィンゲ
- 1973年 - 1977年　ハンス＝ヘルムート・ケンメラー
- 1977年 - 1985年　フォルカー・ホーダン
- 1985年 - 1986年　ハンス・イェルク・レーリヒ（州からの指名により）
- 1986年 - 1992年　ベルトルト・R. ガル
- 1992年 - 2004年　クルト・E. ベンダー
- 2004年 - 2017年　オルベルト・アルテンカンプ
- 2018年3月1日以降　フランク・ブラッシュ

フランク・ブラッシュは、2018年1月21日の選挙で 65.8 % の票を獲得して市長に選出された。

### 紋章
バート・ゾーデンの紋章は、青地に、金の飾り金具と金の十字架を付けた赤い帝国宝珠。この紋章は、皇帝ジギスムントがバート・ゾーデンをライヒスドルフとした時代にまで遡る。

### 旗
市の旗は、1954年4月26日にヘッセン内務省から認可を得た。
旗の長辺と平行に青地と金地に分ける分割線上に市の紋章、すなわち青地に赤と金の装飾金具を付け、金のクローバー型十字を戴いた帝国宝珠が描かれている。

### 姉妹都市
姉妹都市は以下の通り。
- リュエイユ＝マルメゾン（フランス、オー＝ド＝セーヌ県）
- キッツビュール（オーストリア、チロル州）
- フランティシュコヴィ・ラーズニェ（チェコ、カルロヴィ・ヴァリ州）
- 養老町（日本、岐阜県）

## 文化と見所

### 建築

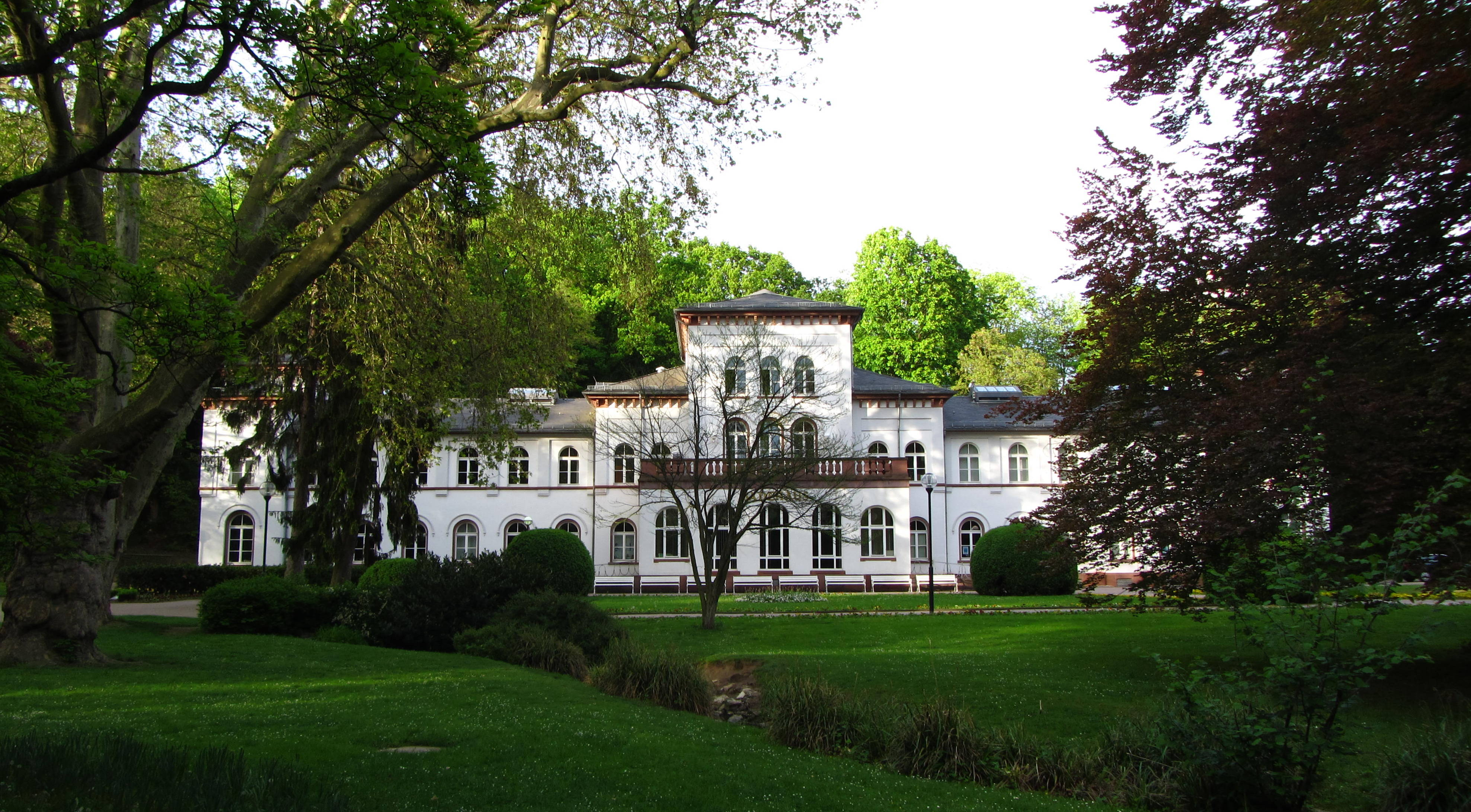
バーデハウス

#### バーデハウス
バーデハウスは旧クアパルクの中心にあるかつての公衆浴場である。この建物はかつての製塩所跡に建っている。1860年に建設され、その後増改築が続けられた。1997年以降、市立博物館と市立図書館が入居している。

#### 駅舎
バート・ゾーデンの駅舎は1847年に建設された。それ以後何度も拡張され、1914年に時計塔と付属建造物が増築された。これ以後はほとんど改築されていない。この建物は市の中心部、ケーニヒシュタイナー通りから近い場所にある。現在は、Sバーン S3号線（フランクフルト経由でダルムシュタットまで）とレギオナルバーン RB13号線（ズルツバッハ経由でフランクフルト＝ヘーヒストまで）の2路線が発着する。

#### ブルクベルク塔
高さ 10 m のブルクベルク塔は、1900年にタウヌスクラブによって建設された展望塔である。この建物はアルテ・クールパルクの高台にある。

#### 福音主義教会
福音主義教会は、バート・ゾーデン旧市街のクヴェルパルクのすぐ隣に位置している。現在教会が建つ広場には、1482年から83年に礼拝堂の形で初めて教会が建設された。聖具室が最も古い部分であり、1510年に建設された。鐘楼を除くその他の教会の建物は 1715年の建造である。鐘楼は 1878年に増築された。1995年から96年に修復され、1720年頃の作であるバロック様式の古い板絵が発見された。2011年末から2012年初めにかけて小屋組みが完全に修復された。

#### ライス邸
ライス邸は、19世紀に建造された邸宅である。この建物は、フラクフルトの商人エーノホ・ライスによって1839年に建設が開始された。短期間ではあったがナッサウ公妃パウリーネもこの建物に住んだ。この建物は1941年の空爆によってひどい損傷を受けたが、その後すぐに修復された。ライス邸はバート・ゾーデン旧市街のツーム・クヴェレンパルク 8 番地にある。

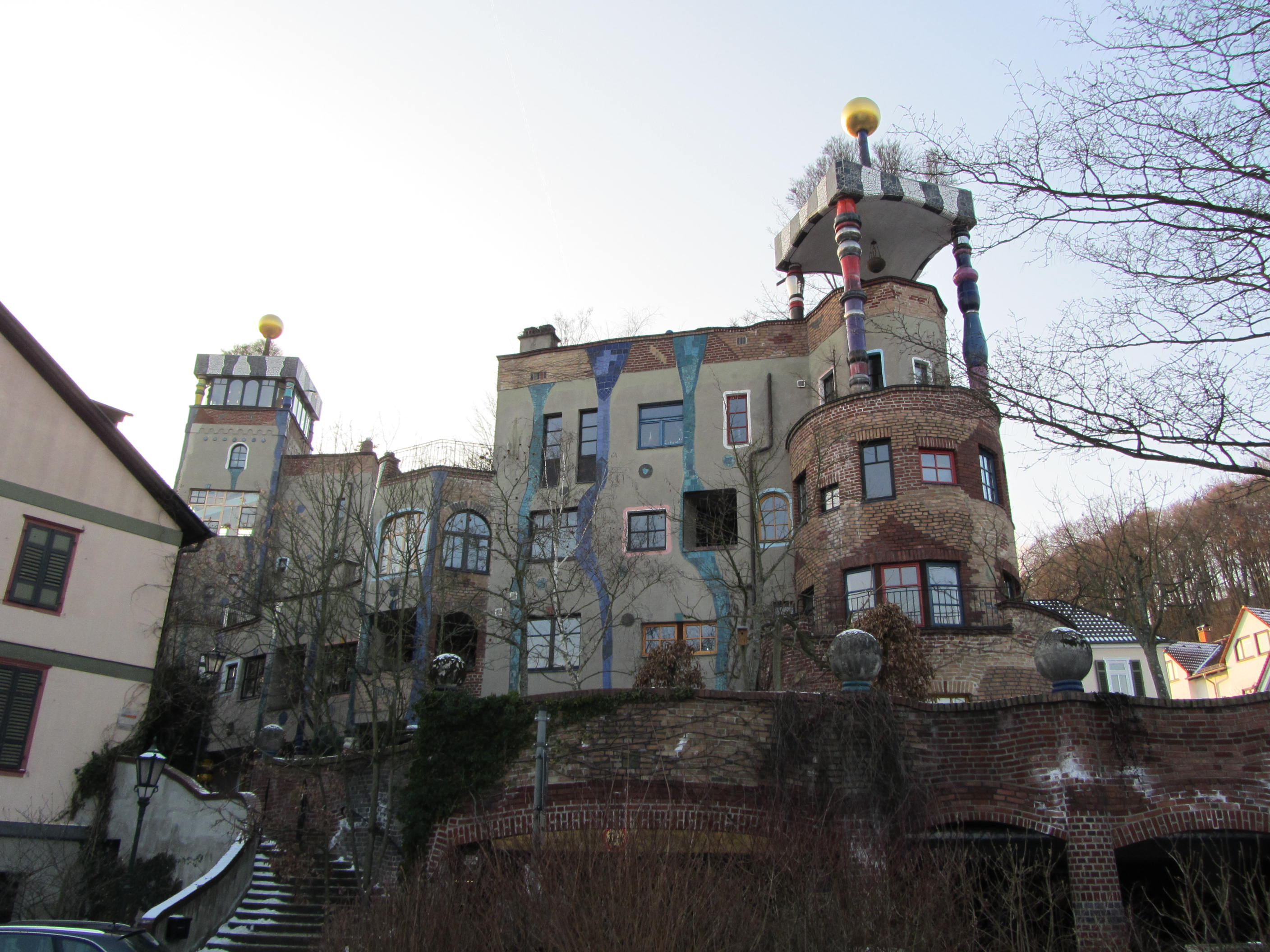
フンデルトヴァッサーハウス

#### フンデルトヴァッサーハウス
フンデルトヴァッサーハウスは、2000年2月に亡くなったフリーデンスライヒ・フンデルトザッサーによって設計された。このウィーンの芸術家は色彩豊かな絵画で国際的に知られている。彼は1983年から建物の設計も手がけており、その最も有名な作品が「フンデルトヴァッサー＝ヴォーンハウス」とウィーンの「クンスト＝ハウス＝ヴィーン」である。1990年11月に定礎がなされたこの建物は、1772年建造のバート・ゾーデン初代クアハウス、ハウス・ボッケンハイマーを取り込んで建設された。120 から 230 m2 の完全に異なった17棟の建物が建てられ、9階建て、高さ 30 m の塔が造られた。部屋割りは大まかで、しばしば入り組んでおり、フローリングが布かれ、時には小川で分断されている。さらに 650 m2 の商業用スペースもある。

#### メディコ・パレス
メディコ・パレスは、当時ヨーロッパ最大の温泉吸入施設であった。この建物は、1912年に、当時の医師たちの主導でパルク通りに建設された。現在ここには吸入施設の他、多くの医療機関が入っている。

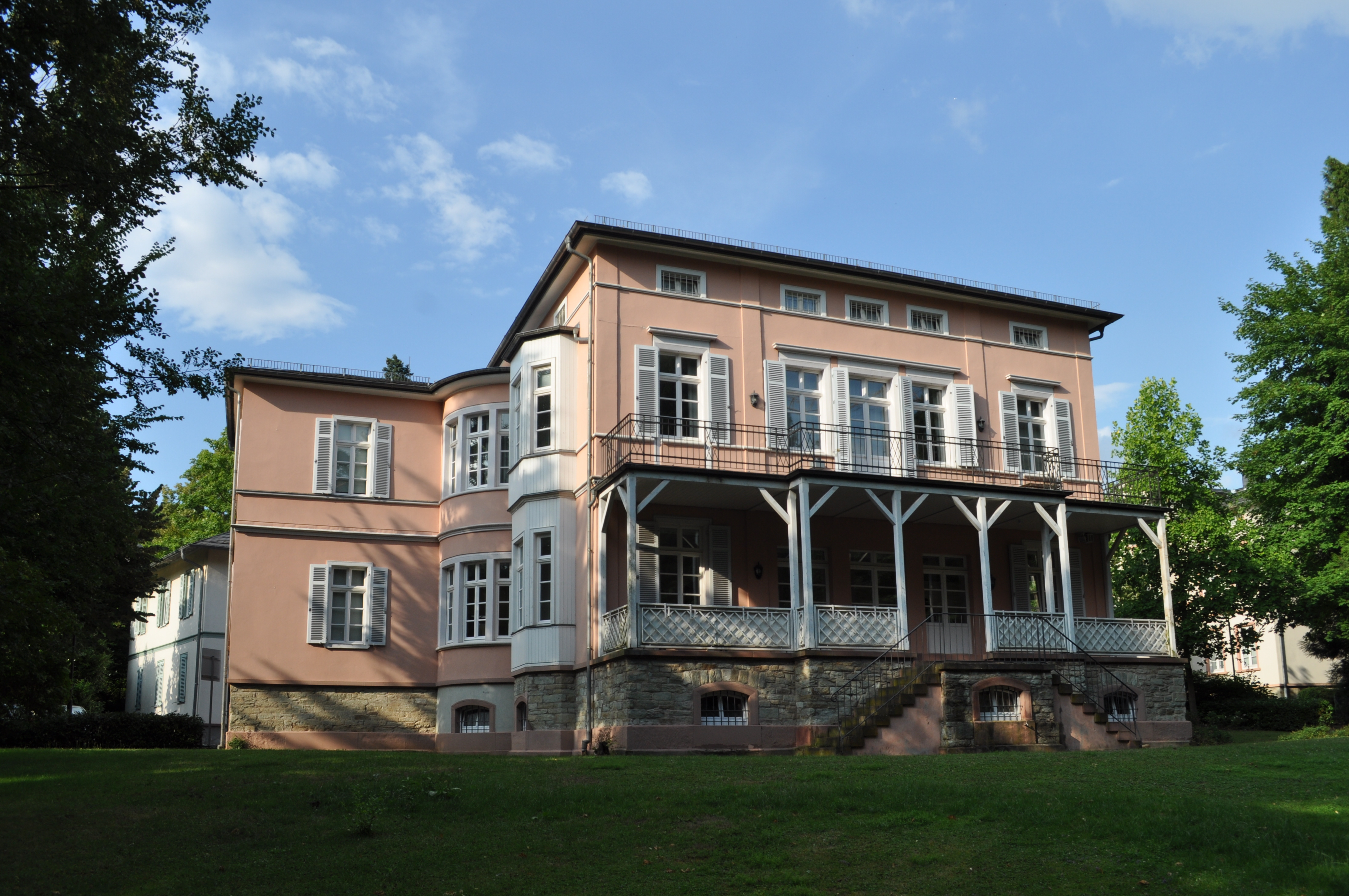
パウリーネの小城

#### パウリーネの小城
パウリーネンシュレスヒェン（パウリーネンの小城）は現在、保護文化財に指定されており、市民事務局が入居している。
この建物自体は、1847年にパウリーネ・フォン・ナッサウの希望によりバート・ゾーデンの夏の居館として選ばれた。彼女の死後、この建物はホテルとして利用され、1909年からはバート・ゾーデンの町役場として使われた。

#### 聖カタリーナ教会
聖カタリーナ教会はノイエ・クールパルクにあるカトリック教会である。高級官僚マックス・バギンスキが資金援助により、1957年に建設された。バート・ゾーデン、ノイエンハイン、アルテンハイン、ズルツバッハの教区は、2012年1月1日に「聖マリア・聖カタリーナ教区」として合併された。8,394人の信者を擁するこの教区（合併当時）はマイン＝タウヌス郡最大の教区である。

#### 水道塔
バート・ゾーデンの水道塔は、ニーダーホーフハイマー通り沿いの町の入口にある保護文化財である。この塔は 1911年にジーナイ養樹園のために建設された。2000年に改修され、現在は展望塔兼自然文化をテーマとした展示スペースとして利用されている。
- ブルクベルク塔
- 福音主義教会で発見された 1721年頃の板絵
- ライス邸
- 水道塔

### 公園

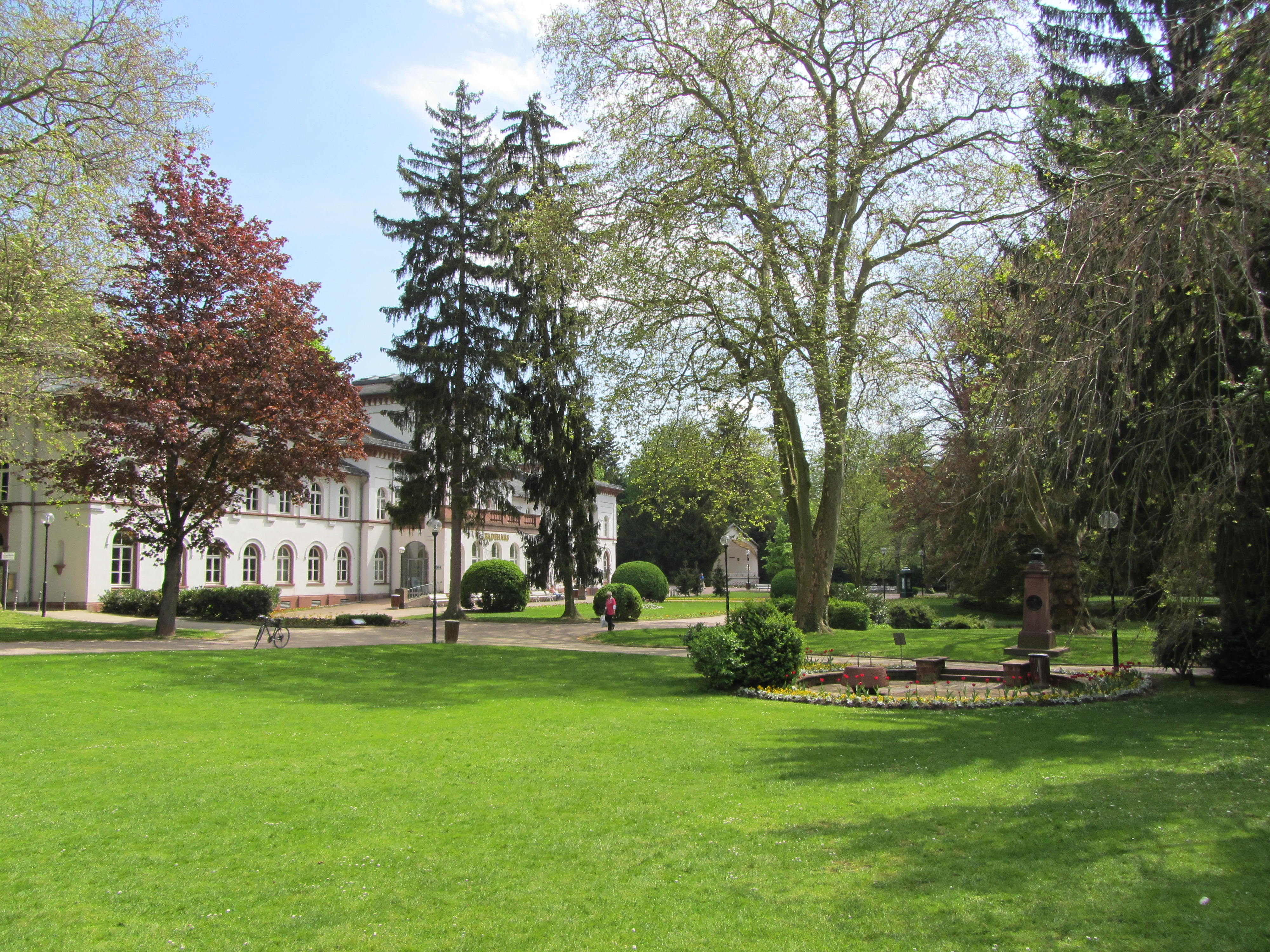
アルテ・クールパルク。奥の建物はバーデハウス。

#### アルテ・クールパルク
アルテ・クールパルク（旧クアパーク）は、市内中心部にあり、ケーニヒシュタイナー通りに面している。この公園は1823年にイギリス式庭園として造営された。ここには数多くのエキゾチックな樹木や、シュヴェーフェルブルンネン、「ノイエ・シュプルーデル」をはじめとする多くの泉がある。この公園には1971年に解体されたクアハウス（保養客用クラブハウス）があった。その跡地は現在ラマダ・ホテルが建っている。
アルテ・クールパルクにはバーデハウス（公衆浴場）もある。ここには現在は市立文書館、市立図書館、市立博物館が入居している。さらに、パウリーネの小城や、定期的にコンサートやイベント（たとえばパブリックビューイングや礼拝）が開催されるコンツェルトムシェルもこの公園にある。

#### ノイエ・クールパルク
ノイエ・クールパルク（新クアパーク）は、1961年に造営された広さ 43,884 m2 の公園である。この公園は、アイヒヴァルトと市内中心部との間に位置している。ここには聖カタリーナ教会と聖カタリーナ幼稚園があるが、温泉施設や源泉施設はない。公園の外れに多くの邸宅やかつての温泉ホテルがある。

#### クヴェレンパルク
クヴェレンパルク（源泉公園）は、バート・ゾーデン旧市街にある。この公園は1872年に設けられ、その後、市が不可欠の施設として入手した。この公園の中心が、塩水を得るために利用されていたゾルブルンネンである。現在は飲水用の鉱泉として利用されている。この泉のゾーデニア像は、バート・ゾーデンの象徴となっている。クヴェレンパルク内をズルツバッハ川が流れている。この公園に隣接して「ハウス・ボッケンハイマー」がある。この建物はバート・ゾーデンの初代バーデハウスであった。この建物は1813年に「フランクフルター・ホーフ」と改名された。公園の別の側にはザウアーブルンネン（炭酸泉）もある。

#### ヴィルヘルムスパルク
ヴィルヘルムスパルクは、町の委託により、造園家ジースマイヤー兄弟が1911年に造営した。フランツェンスバーダー広場とツーム・クヴェレンパルク通りによってクヴェレンパルクから分離されている。ヴィルヘルムスパルク内には3つの泉がある。ヴィンクラーブルンネン、グロッケンブルンネン、シャンパーニャーブルンネンである。1924年までは「カイザー＝ヴィルヘルムス＝パルク」と呼ばれていたが、1987/88年から「ヴィルヘルムスパルク」という名称に戻された。
- バーデハウスのバルコニーから見たアルテ・クールパルク
- アルテ・クールパルクのシュヴェーフェルブルンネン
- アルテ・クールパルクのノイエ・シュプルーデル
- アルテ・クールパルクのクアハウス跡に建つラマダ・ホテル
- ノイエ・クールパルクの噴水。奥に聖カタリーナ教会が見える
- アルテ・クールパルクのコンツェルトムシェル
- クヴェレンパルクのゾーデニア像
- ヴィルヘルムスパルクのシャンパーニャーブルンネン

### 自然文化財
- ノイエンハイン市区の「ドライ・リンデン」（3本のボダイジュ）

### 市立博物館
市立博物館は、1998年からアルテ・クールパルク内のバーデハウスに入居している。ここには、古代の様々な出土品の他、ノイエンハイン市区あるいはアルテンハイン市区の歴史に関する展示もなされている。また、1812年までこの地の重要な経済ファクターであったバート・ゾーデンのかつての製塩業についての展示もある。また、この建物の上階では、特別展が開催される。

### 市立ギャラリー
市立ギャラリーでは、地元であるいは全国的に有名な芸術家の絵画、ドローイング、グラフィック、塑像を展示した興味深く見応えのある展覧会が、多くは月替わりで、年中行われている。アルテ・クールパルクにあるバーデハウスの2階に広く採光の良い市立ギャラリーがある。

### 年中行事

#### 夏の夜のフェスティバル
ゾンマーナハツフェスト（夏の夜のフェスティバル）は、バート・ゾーデンの文化的ハイライトである。この祭は、毎年8月の第3土曜日に開催される。毎年 1万人がこのイベントに訪れる。開催地はアルテ・クールパルクからアドラー通り、ケーニヒシュタイナー通り、ツーム・クヴェレンパルクなど旧市街中に広がっている。音楽演奏が行われ、23時頃から伝統的な花火が打ち上げられる。

#### ゾーデンのワインの日
ゾーデナー・ヴァインターゲ（ゾーデンのワインの日）は、聖霊降臨祭前の金曜日に始まり、10日間続く。ラインガウ、フランケン地方、モーゼル地方のワイン生産者が様々なワインを提供する。

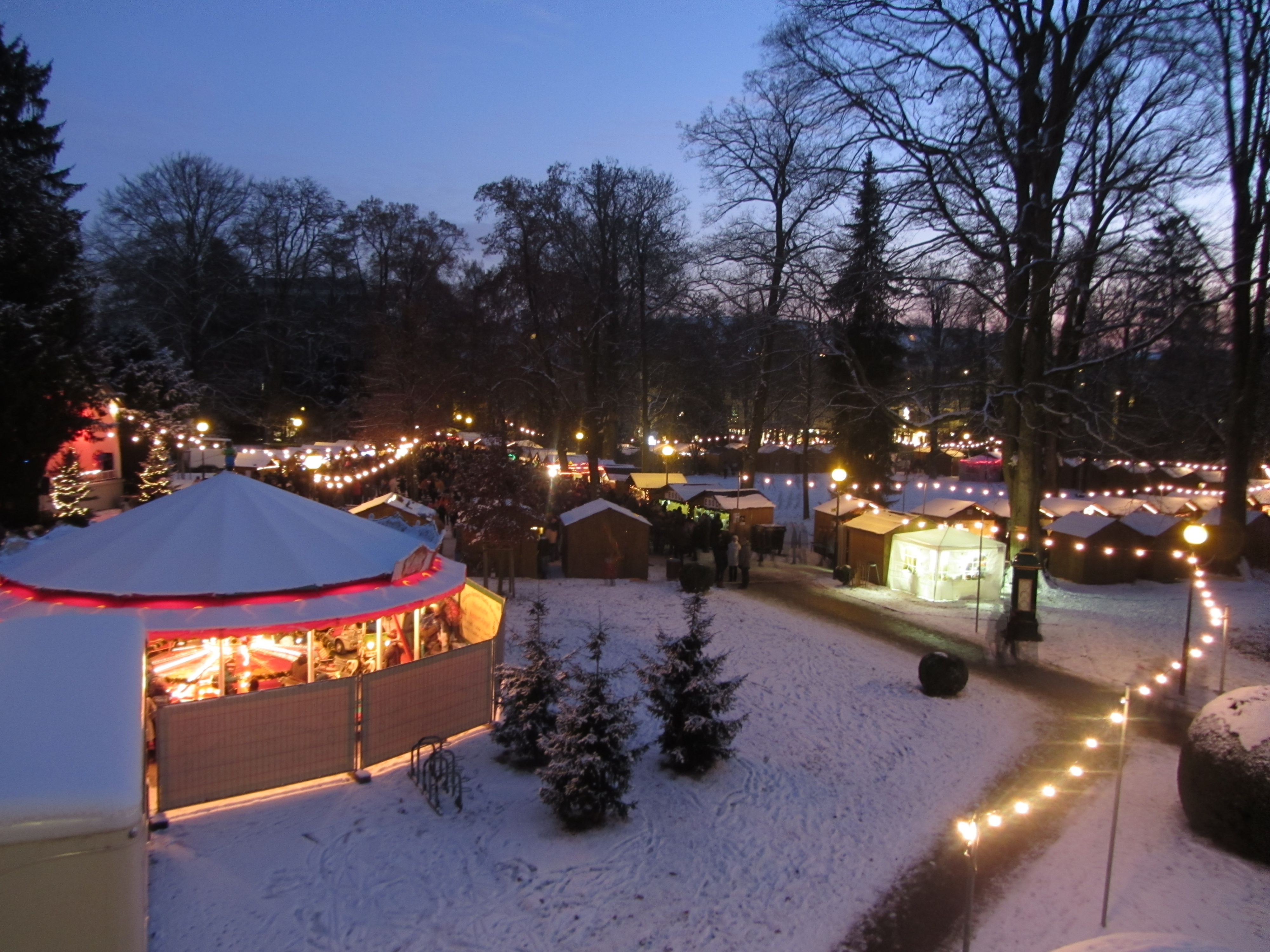
バート・ゾーデンのクリスマスマーケット（2012年）

#### クリスマスマーケット
バート・ゾーデンのクリスマスマーケットは、毎年第2アドヴェントの週末に開催される。ここまで挙げた祭と同様、クリスマスマーケットもアルテ・クールパルクで開催される。ここには多くのグリューワインのスタンドの他、クリスマスクリッペ（クリスマスに飾る人形）が飾られ、ふれあい動物園が開かれる。

### クラブ、サークル
バート・ゾーデンには数多くのクラブがある。クラブ活動は、すべての市区で大きな役割を担っている。市内には音楽サークル（たとえば自由音楽学校バート・ゾーデン・アム・タウヌス、ユンゲ・カントライ・バート・ゾーデン e.V.、カトリック教会合唱団ノイエンハインなど）、歴史サークル（バート・ゾーデン・アム・タウヌス歴史協会 e.V.、ノイエンハイン・イム・タウヌス郷土史協会 e.V.、アルテンハイン歴史協会アルテンハイン・イム・タウヌス e.V.）、美化サークル（ヴィア・フュア・バート・ゾーネン、クール・ウント・ヴォーネンシュタット振興会 e.V.）、公益協会（ドイツ赤十字バート・ゾーデン・アム・タウヌス地方協会 e.V.、バート・ゾーデン・アム・タウヌス自衛消防団 e.V.）、その他バート・ゾーデン・アム・タウヌス営業組合 e.V.、国際的文化スポーツ交流協会バート・ゾーデン・アム・タウヌス e.V. (IKUS)、SKG ゾンデナー・カーニバル協会 1948 e.V. などである。会員数が最も多いのは、もちろんスポーツクラブである。

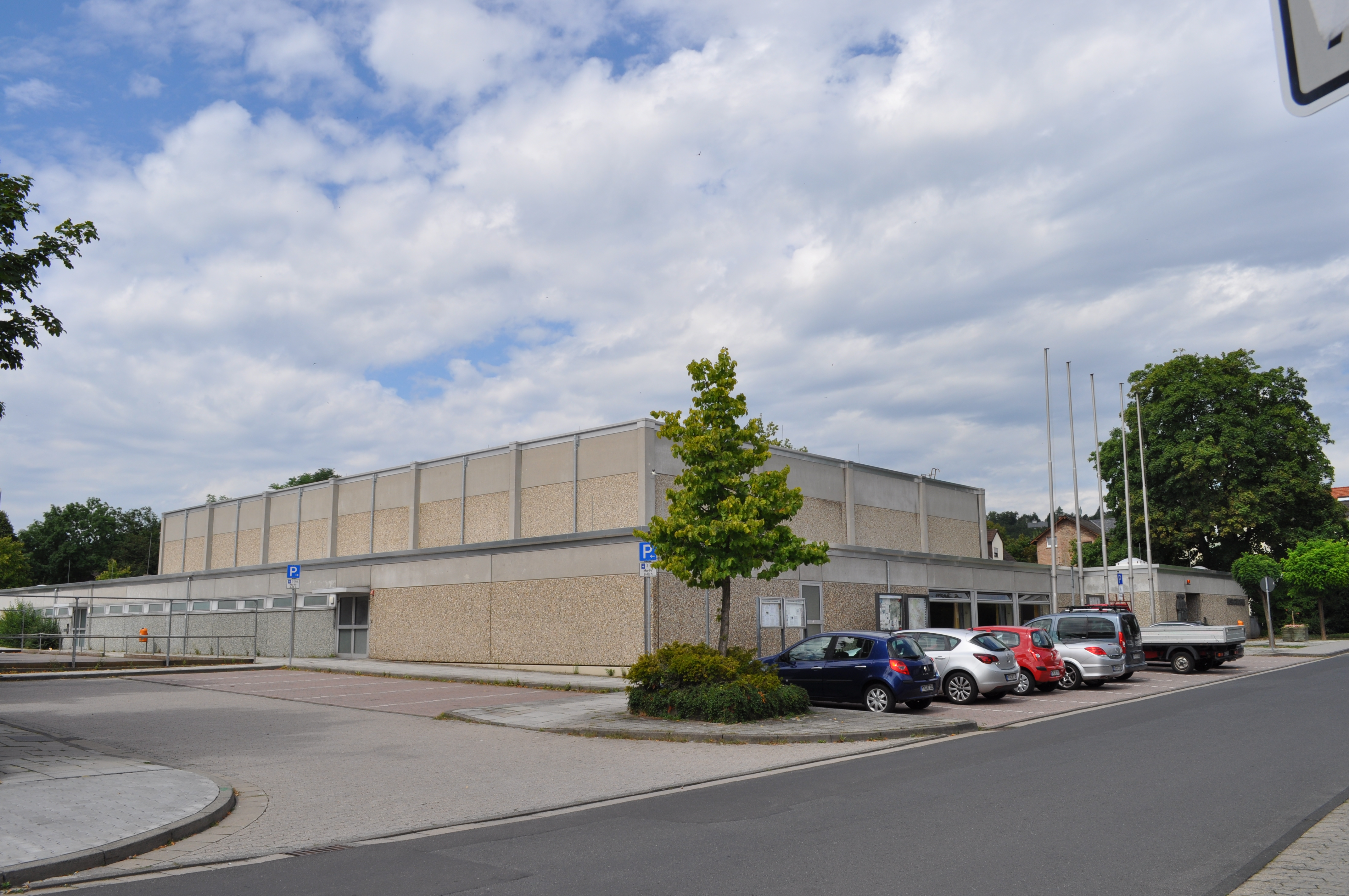
ハッセルグルントハレ

#### スポーツ
- バレーボール: TG バート・ゾーデン 1875 アム・タウヌス e.V.: TG バート・ゾーデンの第1女子チームは、女子バレーボール・ブンデスリーガ 2部でプレイしている。ホームゲームはハッセルグルントハレで行われる。別の女子チームは、オーバーリーガ・ヘッセンやクライスリーガに所属する。また、年齢別にいくつかのジュニアチームがある[13][14]。
- サッカー: SG バート・ゾーデン 1908 e.V.[15]、フスバルフェライン 08 ノイエンハイン e.V.[16]
- 水泳: ESSC - エルスター・ゾーデナー・シュヴィン＝クルプ 1927 e.V. - 初級水泳、競泳、アーティスティックスイミング、インドアスポーツ[17]
- 陸上競技: 陸上競技会 LG バート・ゾーデン / ノイエンハイン
- ハンドボール: TG バート・ゾーデンのハンドボール部門[18]
- 乗馬: ライト・ウント・ファールフェライン・バート・ゾーデン・アム・タウヌス e.V.

## 経済と社会資本

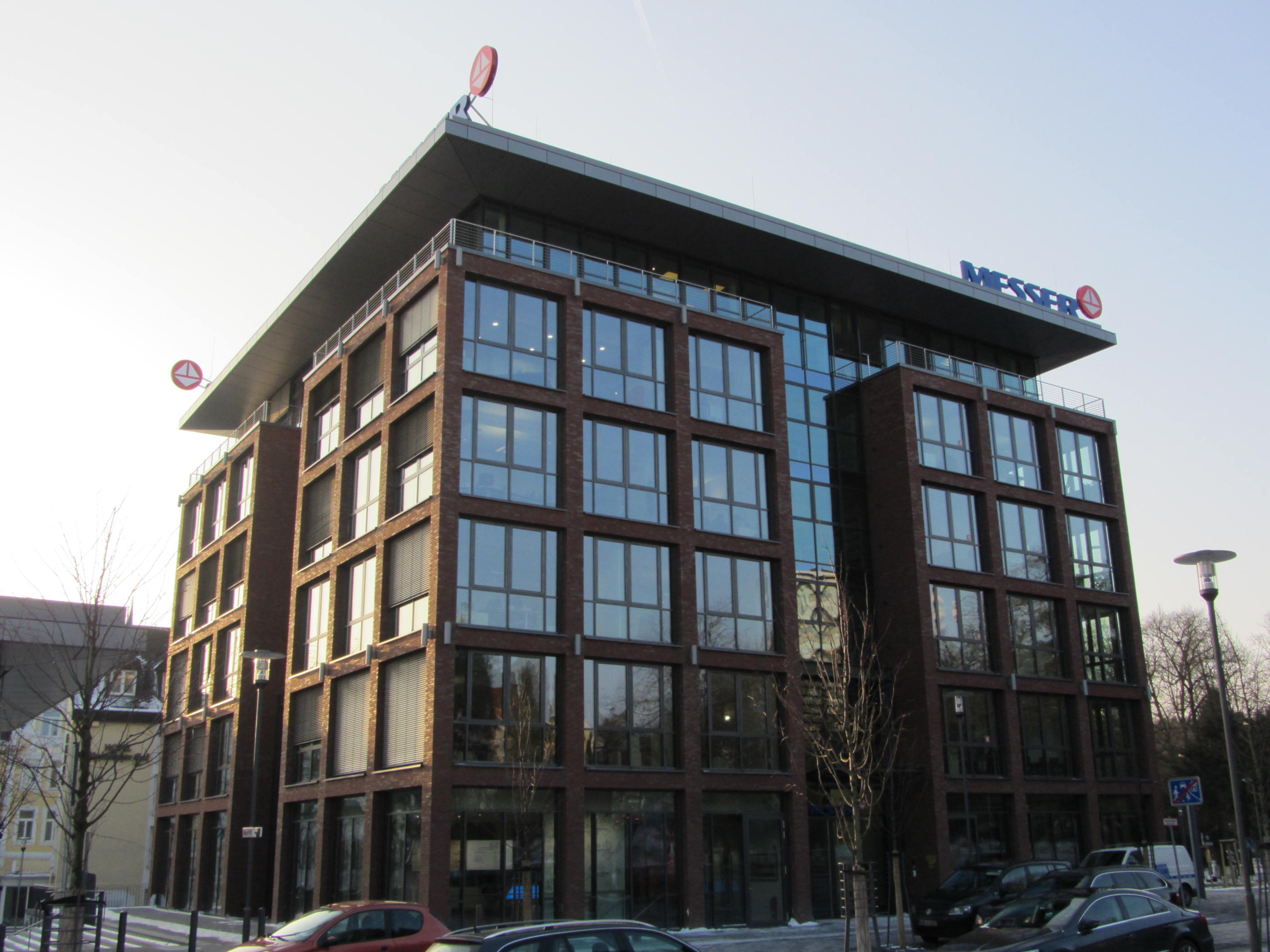
メッサー・グループ本社

### 経済
バート・ゾーデン・アム・タウヌスには州内で有名な 10 の鉱泉源がある。住民の購買力はマイン＝タウヌス郡で最も高い（2007年の購買力インデックスは、ドイツ平均の 188.1 % である）。ヘッセン州では、ケーニヒシュタイン・イム・タウヌスとクローンベルク・イム・タウヌス（ともにホーホタウヌス郡）がバート・ゾーデンよりも高い購買力を示し、バート・ホムブルク・フォア・デア・ヘーエ（ホーホタウヌス郡の郡庁所在地）が4番目につけている。バート・ゾーデン・アム・タウヌスは連邦全体でもトップクラスの購買力持つ。
バート・ゾーデンには地図出版社 Haupka があり、ラーフェンシュタイン地図出版社も一時期本社を置いていた（当時はカルトトラヴェルという社名であった）。ラーフェンシュタイン社は MairDumont 社に吸収され、解散した。
バート・ゾーデンの郡立病院はマイン＝タウヌス郡病院群の一部をなしている。
2011年9月から、メッサー・グループが市内中心部のアルテ・クールパルクとノイエ・クールパルクとの間に本社を構えている。メッサー・グループは世界最大の工業用ガス専門企業の一つである。

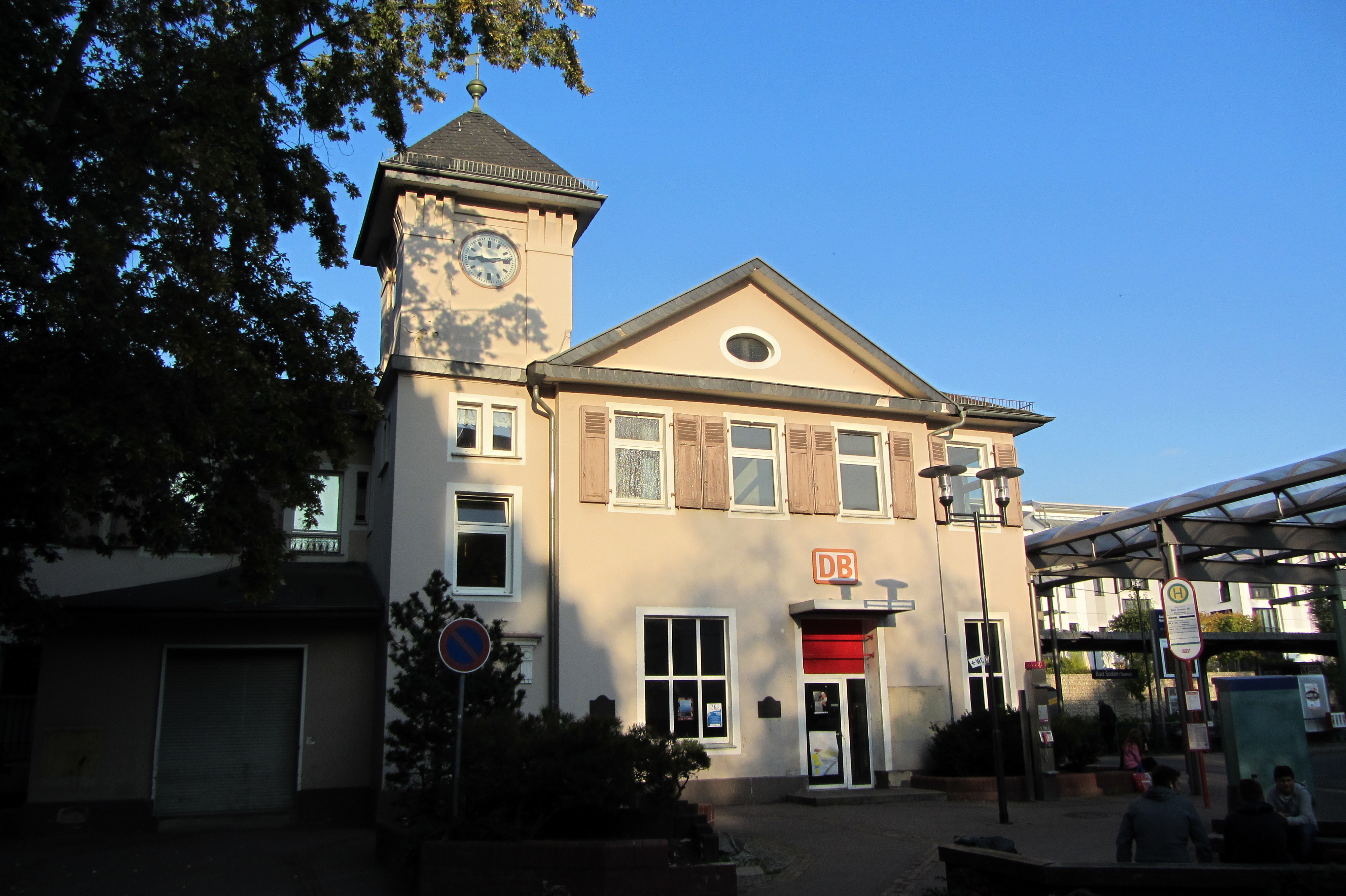
バート・ゾーデン駅の駅舎

### 交通
バート・ゾーデンにおける公共近郊交通は、ライン＝マイン交通連盟の管理下にあり、その料金表に従っている。バート・ゾーデン駅からは、レギオナルバーン RB11号線が南方面のズルツバッハやゾッセンハイムを経由してフランクフルト＝ヘーヒストまで、また S-バーン3号線が東のシュヴァルバッハ、エシュボルン（リーメス鉄道、クローンベルガー鉄道）およびフランクフルト中央駅を経由してダルムシュタット中央駅までを結んでいる。バス路線は、フランクフルト＝ヘーヒスト行き（253系統）、ケーニヒシュタイン行き（253、803、811系統）、マイン＝タウヌス＝ツェントルム行き（253、803系統）、エシュボルン行き（810、812、813系統）、ホーフハイム・アム・タウヌス行き（812系統）がある。さらに市は、各住宅地と駅とを結ぶ市バスを運行している。
市の南をアウトバーン A66号線が、西を4車線に拡張された連邦道 B4号線が通っている。これらの広域道路からは東西に走る州道 L3014号線および南北に走る州道 L3266号線（ケーニヒシュタイナー通り）経由で市の中心部に到達することができる。最寄りの空港はフランクフルト空港である。

### 教育
- テオドール＝ホイス＝シューレ（バート・ゾーデン）
- ドライ＝リンデン＝シューレ（ノイエンハイン）
- アルテンハイン基礎課程学校（アルテンハイン）

### 協会
- バート・ゾーデン・アム・タウヌス成人教育作業共同体 e.V.
- フィリップ＝メランヒトン＝シューレの設立・運営協会
- HILO - 給与所得税援助協会 e.V.

## 人物

### 出身者
- ゲオルク・ティレニウス（1868年 - 1937年）民族学者、人類学者
- ミヒャエル・ユング（1982年 - ）馬術競技選手。2012年ロンドンオリンピック総合馬術競技金メダリスト（個人、団体とも）

### ゆかりの人物
- ルートヴィヒ・ベルネ（1786年 - 1837年）作家。ゾーデンに何度も湯治に訪れており、ここで多くの文章を執筆した。
- ジャコモ・マイアベーア（1791年 - 1864年）作曲家。1843年に湯治に訪れ、歌劇「予言者」の一部はここで作曲された。
- フェリックス・メンデルスゾーン（1809年 - 1847年）作曲家。何度も療養に訪れており、多くの歌曲、オルガン作品、管弦楽作品をゾーデンで作曲した。
- エドゥアルト・イワノヴィッチ・トートレーベン（1818年 - 1884年）ロシアの将軍。ゾーデンでの療養中に死亡した。
- イワン・ツルゲーネフ（1818年 - 1883年）ロシアの作家。1860年に湯治に訪れた。彼の作品「春の水」にはゾーデン周辺の風景が描写されている。
- レフ・トルストイ（1828年 - 1910年）ロシアの作家。「アンナ・カレーニナ」は、その一部でゾーデンを舞台としている。
- ヴォルフガング・ミシュニック（1921年 - 2002年）政治家。FDP所属。1957年から1994年までドイツ連邦議会議員を務めた。バート・ゾーデンで長年暮らし、ここで亡くなった。

## 引用
1. ↑  Hessisches Statistisches Landesamt: Bevölkerung in Hessen am 31.12.2023 (Landkreise, kreisfreie Städte und Gemeinden, Einwohnerzahlen auf Grundlage des Zensus 2011)]
2. 1 2  Opperman, Carl; Kronik Bad Soden, Taunus; 1990
3. 1 2 3  Joachim Kromer: Bad Soden am Taunus Bestehen aus der Geschichte, Verlag Waldemar Kramer, Frankfurt am Main 1990
4. ↑  Krauskopf, Gunter: Bad Soden am Taunus, Sutton Verlag, Erfurt 2009, ISBN 978-3-86680-386-2
5. ↑  Bad Sodener Echo vom 22. Juni 2007
6. ↑  Brigitte Kramer: Grünes Licht fürs neue Parkhaus, Frankfurter Neue Presse 2012年1月27日付け（2013年6月22日 閲覧）
7. ↑  Die Synagoge in Bad Soden (Main-Tunus-Kreis)（2013年6月22日 閲覧）
8. ↑  2011年3月27日の市議会議員選挙結果、ヘッセン州統計局（2013年6月22日 閲覧）
9. ↑  “Bürgermeisterwahl in Bad Soden am Taunus, Stadt am 21.01.2018”.   Hessisches Statistisches Landesamt. 2018年9月6日閲覧。
10. ↑  Partnerstädte, Bad Soden am Taunus（2013年6月22日 閲覧）
11. ↑  Evangelische Kirche, Bad Soden am Taunus（2013年6月22日 閲覧）
12. ↑  Barbara Schmidt: Aus vier mach eins, Frankfurter Neue Presse 2012年1月13日付け（2013年6月22日 閲覧）
13. ↑  TG 1875 Bad Soden Volleyball（2013年6月22日 閲覧）
14. ↑  ドイツ・バレーボール・リーガ（2013年6月22日 閲覧）
15. ↑  SG Bad Soden 1908 e.V.（2013年6月22日 閲覧）
16. ↑  Fußballverein 1908 Neuenhain e.V.（2013年6月22日 閲覧）
17. ↑  Erster Sodener Schwimm-Club 1927 e.V.（2013年6月22日 閲覧）
18. ↑  Handball in Bad Soden - TG Bad Soden - Damenhandball（2013年6月22日 閲覧）
19. ↑  MESSER（2013年6月23日 閲覧）
20. ↑  Stadtbus Bad Soden am Taunus（2013年6月23日 閲覧）